# Wir sind nur Gast auf Erden
Wir sind nur Gast auf Erden ist ein im Jahre 1935 entstandenes Kirchenlied. Der Text stammt von Georg Thurmair. Vertont wurde es von Adolf Lohmann.

## Beschreibung
Das Lied erschien 1935, ursprünglich als „Reiselied“ bezeichnet, in der Jugendzeitschrift Die Wacht, bei der Thurmair Mitglied der Schriftleitung war, und fand durch die Aufnahme in das von Georg Thurmair und Adolf Lohmann 1938 mitherausgegebene Liederbuch Kirchenlied (Nr. 129) weite Verbreitung.
Das Eingangsmotiv findet sich in Hebr 13,14 : „Wir haben hier keine bleibende Stadt, sondern wir suchen die zukünftige.“ Das Lied entstand in einer Zeit, in der die Entscheidung, welcher Führung sich Christen anvertrauten, sehr existentiell war. Es bedeutete eine Kampfansage an das Nazi-Regime „in verdeckter Schreibweise“, ähnlich wie in anderen Thurmairschen Liedern: In dem Adventslied Der Satan löscht die Lichter aus (Kirchenlied Nr. 23) suchen wir einen Weg nach Haus (1. Strophe), während „die Menschen treiben arge List und sinnen viele Lügen“ (2. Strophe) und „das Leben ist nicht liebenswert in diesen bösen Zeiten“ (3. Strophe). Das Motiv kehrt in dem Lied Wir sind nur Gast auf Erden doppelt wieder, pointiert als „Weg zum Vaterhaus“ (4. Strophe) „mit mancherlei Beschwerden“ (1. Strophe) in „diesen grauen Gassen“, in denen „niemand bei uns sein“ will (2. Strophe). Der Liedtext enthält einige Anklänge an Paul Gerhardts Lied „Ich bin ein Gast auf Erden“ über den Psalm 119.
In die 1947 von den deutschen Bischöfen herausgegebene Liste von Einheitsliedern wurde es nicht aufgenommen, wohl aber in mehrere nach dem Krieg erschienene Diözesangebetbücher (Köln 1949, Freiburg 1950, Osnabrück 1951, Mainz 1952).
Das Thurmair-Lied wird häufig bei Trauergottesdiensten und bei Beerdigungen gesungen. Im Jahre 1975 wurde es unter der Nummer GL 656 in das Gotteslob, das gemeinsame Gebet- und Gesangbuchs der deutschsprachigen katholischen Bistümer außer Schweiz und Liechtenstein aufgenommen; in der im Advent 2013 erschienenen Neuausgabe trägt es die Nummer 505. In Feiern und Loben, dem gemeinsamen Gesangbuch des Bundes Evangelisch-Freikirchlicher und des Bundes Freier evangelischer Gemeinden, steht das Thurmair-Lied unter der Nummer 450. 1996 wurde es unter 681 im württembergischen Regionalteil des Evangelischen Kirchengesangbuches aufgenommen.